# 天鷹座DV
天鷹座DV，又名BD-15 5848，HD 199603、SAO 164027、HR 8024，是天鷹座的一颗恒星，视星等为6.01，位于銀經33.64，銀緯-34.63，其B1900.0坐标为赤經20h 53m 9.6s，赤緯-14° -34.63′ 10″。